# The Truth About Love Tour
Die Truth About Love Tour war die sechste Konzerttournee der US-amerikanischen Popsängerin Pink. Im Rahmen der Tour, die ihr sechstes Studioalbum The Truth About Love promotete, besuchte sie drei Kontinente und gab insgesamt 137 Konzerte. Wenige Stunden nach Verkaufsbeginn waren über 320.000 Tickets für Australien verkauft. Viele Konzerte in Nordamerika und Europa waren ebenfalls nach kurzer Zeit ausverkauft.

## Aufnahmen und Ausstrahlungen
Die offizielle Tour-DVD The Truth About Love Tour: Live from Melbourne wurde am 8. und 10. Juli 2013 in Melbourne in der Rod Laver Arena aufgezeichnet und erschien in Deutschland am 22. November 2013.

## Songliste
1. Raise Your Glass
2. Walk of Shame
3. Just Like a Pill
4. U + Ur Hand
5. Leave Me Alone (I’m Lonely)
6. Try
7. Wicked Game
8. Just Give Me a Reason
9. Trouble
10. Are We All We Are
11. How Come You’re Not Here
12. Sober
13. Family Portrait
14. Who Knew
15. F**kin’ Perfect
16. Can’t Take Me Home Medley
17. Slut Like You
18. Blow Me (One Last Kiss)

Zugabe
1. So What
2. Glitter in the Air

- Family Portrait wurde nur auf dem ersten Viertel der Tour (erster Nordamerika-Teil) gespielt.
- Seit dem Australien-Teil der Tour singt Pink Time After Time von Cyndi Lauper, nach Who Knew, vor F**kin’ Perfect. Cyndi Lauper selbst saß am 5. September 2013 in Sydney im Publikum und twitterte hinterher: „Just left Pink. She sang Time After Time with the whole audience singing … omg made me cry so moving. And then she sang Fucking Perfect …“.
- In Dublin und im Vereinigten Königreich hat Pink Fire and Rain von James Taylor gesungen.
- Who Knew, F**kin’ Perfect, Time After Time und Fire and Rain wurden in einer Akustik-Version gespielt.
- How Come You’re Not Here wurde auf dem letzten Viertel der Tour nicht gespielt.
- Glitter in the Air wurde nur in Nordamerika gespielt, die Performance ähnelt der, die sie bei den Grammy Awards 2010 dargeboten hat.

## Opening Acts
- The Hives (Nordamerika, abgesehen von Charlotte, Philadelphia und St. Paul)
- City and Colour (Charlotte, Philadelphia und St. Paul)
- Churchill (Europa, abgesehen von Amsterdam, Birmingham, Dublin, Manchester und Paris)
- Walk the Moon (Amsterdam, Birmingham, Dublin, London, Manchester und Paris)
- The Kin  (Australien, unter anderem in Melbourne und Teile des zweiten Nordamerika Teils der Tour)
- Youngblood Hawke  (Australien, unter anderem in Sydney)
- Aimee Francis  (Sydney, sie spielte im Foyer der Allphones Arena)
- Spiderbait  (Brisbane)
- New Politics  (Teile des zweiten Teils der Nordamerika-Tour)

## Shows
| Datum             | Stadt             | Land               | Veranstaltungsort                 |
| Nordamerika       | Nordamerika       | Nordamerika        | Nordamerika                       |
| ----------------- | ----------------- | ------------------ | --------------------------------- |
| 13. Februar 2013  | Phoenix           | Vereinigte Staaten | US Airways Center                 |
| 15. Februar 2013  | Las Vegas         | Vereinigte Staaten | Mandalay Bay Events Center        |
| 16. Februar 2013  | Los Angeles       | Vereinigte Staaten | Staples Center                    |
| 18. Februar 2013  | San José          | Vereinigte Staaten | HP Pavilion                       |
| 21. Februar 2013  | Houston           | Vereinigte Staaten | Toyota Center                     |
| 22. Februar 2013  | Dallas            | Vereinigte Staaten | American Airlines Center          |
| 24. Februar 2013  | Orlando           | Vereinigte Staaten | Amway Center                      |
| 25. Februar 2013  | Sunrise           | Vereinigte Staaten | BB&T Center                       |
| 27. Februar 2013  | Tampa             | Vereinigte Staaten | Tampa Bay Times Forum             |
| 1. März 2013      | Atlanta           | Vereinigte Staaten | Philips Arena                     |
| 2. März 2013      | Nashville         | Vereinigte Staaten | Bridgestone Arena                 |
| 5. März 2013      | Auburn Hills      | Vereinigte Staaten | Palace of Auburn Hills            |
| 6. März 2013      | Columbus          | Vereinigte Staaten | Value City Arena                  |
| 8. März 2013      | Louisville        | Vereinigte Staaten | KFC Yum! Center                   |
| 9. März 2013      | Chicago           | Vereinigte Staaten | United Center                     |
| 11. März 2013     | Toronto           | Kanada             | Air Canada Centre                 |
| 12. März 2013     | Montreal          | Kanada             | Bell Centre                       |
| 14. März 2013     | Washington, D.C.  | Vereinigte Staaten | Verizon Center                    |
| 16. März 2013     | Charlotte         | Vereinigte Staaten | Time Warner Cable Arena           |
| 17. März 2013     | Philadelphia      | Vereinigte Staaten | Wells Fargo Center                |
| 19. März 2013     | Saint Paul        | Vereinigte Staaten | Xcel Energy Center                |
| 22. März 2013     | New York City     | Vereinigte Staaten | Madison Square Garden             |
| 23. März 2013     | East Rutherford   | Vereinigte Staaten | Izod Center                       |
| 25. März 2013     | Hempstead         | Vereinigte Staaten | Nassau Veterans Memorial Coliseum |
| 27. März 2013     | Uncasville        | Vereinigte Staaten | Mohegan Sun Arena                 |
| 28. März 2013     | Boston            | Vereinigte Staaten | TD Garden                         |
| Europa            |                   |                    |                                   |
| 12. April 2013    | Dublin            | Irland             | The O₂                            |
| 14. April 2013    | Manchester        | England            | Manchester Arena                  |
| 15. April 2013    | Manchester        | England            | Manchester Arena                  |
| 17. April 2013    | Paris             | Frankreich         | Palais Omnisports de Paris-Bercy  |
| 19. April 2013    | Amsterdam         | Niederlande        | Ziggo Dome                        |
| 21. April 2013    | Birmingham        | England            | LG Arena                          |
| 22. April 2013*   | Birmingham        | England            | LG Arena                          |
| 24. April 2013    | London            | England            | The O₂ Arena                      |
| 25. April 2013    | London            | England            | The O₂ Arena                      |
| 27. April 2013    | London            | England            | The O₂ Arena                      |
| 28. April 2013    | London            | England            | The O₂ Arena                      |
| 30. April 2013    | Antwerpen         | Belgien            | Sportpaleis                       |
| 1. Mai 2013       | Hamburg           | Deutschland        | O2 World Hamburg                  |
| 3. Mai 2013       | Berlin            | Deutschland        | O2 World Berlin                   |
| 4. Mai 2013       | Hannover          | Deutschland        | TUI Arena                         |
| 6. Mai 2013       | Düsseldorf        | Deutschland        | ISS Dome                          |
| 7. Mai 2013       | Frankfurt         | Deutschland        | Festhalle                         |
| 9. Mai 2013       | Wien              | Österreich         | Wiener Stadthalle                 |
| 10. Mai 2013      | Prag (Libeň)      | Tschechien         | O₂ Arena                          |
| 12. Mai 2013      | Leipzig           | Deutschland        | Arena Leipzig                     |
| 13. Mai 2013      | Dortmund          | Deutschland        | Westfalenhalle 1                  |
| 15. Mai 2013      | Oberhausen        | Deutschland        | König-Pilsener-Arena              |
| 16. Mai 2013      | Mannheim          | Deutschland        | SAP Arena                         |
| 18. Mai 2013      | München           | Deutschland        | Olympiahalle München              |
| 19. Mai 2013      | München           | Deutschland        | Olympiahalle München              |
| 21. Mai 2013      | Zürich            | Schweiz            | Hallenstadion                     |
| 22. Mai 2013      | Stuttgart         | Deutschland        | Hanns-Martin-Schleyer-Halle       |
| 25. Mai 2013      | Oslo              | Norwegen           | Telenor Arena                     |
| 26. Mai 2013      | Stockholm         | Schweden           | Ericsson Globe                    |
| 28. Mai 2013      | Helsinki          | Finnland           | Hartwall Areena                   |
| 30. Mai 2013      | Herning           | Dänemark           | Jyske Bank Boxen                  |
| Australien        |                   |                    |                                   |
| 25. Juni 2013     | Perth             | Australien         | Burswood Dome                     |
| 26. Juni 2013     | Perth             | Australien         | Burswood Dome                     |
| 28. Juni 2013     | Perth             | Australien         | Burswood Dome                     |
| 29. Juni 2013     | Perth             | Australien         | Burswood Dome                     |
| 1. Juli 2013      | Adelaide          | Australien         | Adelaide Entertainment Centre     |
| 2. Juli 2013      | Adelaide          | Australien         | Adelaide Entertainment Centre     |
| 4. Juli 2013      | Adelaide          | Australien         | Adelaide Entertainment Centre     |
| 5. Juli 2013      | Adelaide          | Australien         | Adelaide Entertainment Centre     |
| 7. Juli 2013      | Melbourne         | Australien         | Rod Laver Arena                   |
| 8. Juli 2013      | Melbourne         | Australien         | Rod Laver Arena                   |
| 10. Juli 2013     | Melbourne         | Australien         | Rod Laver Arena                   |
| 11. Juli 2013     | Melbourne         | Australien         | Rod Laver Arena                   |
| 13. Juli 2013     | Melbourne         | Australien         | Rod Laver Arena                   |
| 14. Juli 2013     | Melbourne         | Australien         | Rod Laver Arena                   |
| 16. Juli 2013     | Melbourne         | Australien         | Rod Laver Arena                   |
| 17. Juli 2013     | Melbourne         | Australien         | Rod Laver Arena                   |
| 19. Juli 2013     | Brisbane          | Australien         | Brisbane Entertainment Centre     |
| 20. Juli 2013     | Brisbane          | Australien         | Brisbane Entertainment Centre     |
| 22. Juli 2013     | Brisbane          | Australien         | Brisbane Entertainment Centre     |
| 23. Juli 2013     | Brisbane          | Australien         | Brisbane Entertainment Centre     |
| 30. Juli 2013     | Sydney            | Australien         | Sydney Entertainment Centre       |
| 31. Juli 2013     | Sydney            | Australien         | Sydney Entertainment Centre       |
| 2. August 2013    | Sydney            | Australien         | Sydney Entertainment Centre       |
| 3. August 2013    | Sydney            | Australien         | Sydney Entertainment Centre       |
| 6. August 2013    | Sydney            | Australien         | Sydney Entertainment Centre       |
| 7. August 2013    | Sydney            | Australien         | Sydney Entertainment Centre       |
| 9. August 2013    | Sydney            | Australien         | Sydney Entertainment Centre       |
| 10. August 2013   | Sydney            | Australien         | Sydney Entertainment Centre       |
| 13. August 2013   | Melbourne         | Australien         | Rod Laver Arena                   |
| 14. August 2013   | Melbourne         | Australien         | Rod Laver Arena                   |
| 16. August 2013   | Melbourne         | Australien         | Rod Laver Arena                   |
| 17. August 2013   | Melbourne         | Australien         | Rod Laver Arena                   |
| 19. August 2013   | Melbourne         | Australien         | Rod Laver Arena                   |
| 20. August 2013   | Melbourne         | Australien         | Rod Laver Arena                   |
| 22. August 2013   | Melbourne         | Australien         | Rod Laver Arena                   |
| 23. August 2013   | Melbourne         | Australien         | Rod Laver Arena                   |
| 27. August 2013   | Brisbane          | Australien         | Brisbane Entertainment Centre     |
| 29. August 2013   | Brisbane          | Australien         | Brisbane Entertainment Centre     |
| 30. August 2013   | Brisbane          | Australien         | Brisbane Entertainment Centre     |
| 1. September 2013 | Sydney            | Australien         | Allphones Arena                   |
| 2. September 2013 | Sydney            | Australien         | Allphones Arena                   |
| 4. September 2013 | Sydney            | Australien         | Allphones Arena                   |
| 5. September 2013 | Sydney            | Australien         | Allphones Arena                   |
| 7. September 2013 | Brisbane          | Australien         | Brisbane Entertainment Centre     |
| 8. September 2013 | Brisbane          | Australien         | Brisbane Entertainment Centre     |
| Nordamerika       |                   |                    |                                   |
| 10. Oktober 2013  | Oakland           | Vereinigte Staaten | Oracle Arena                      |
| 12. Oktober 2013  | Los Angeles       | Vereinigte Staaten | Staples Center                    |
| 13. Oktober 2013  | Los Angeles       | Vereinigte Staaten | Staples Center                    |
| 15. Oktober 2013  | San José          | Vereinigte Staaten | HP Pavilion                       |
| 17. Oktober 2013* | Salt Lake City    | Vereinigte Staaten | EnergySolutions Arena             |
| 18. Oktober 2013* | Denver            | Vereinigte Staaten | Pepsi Center                      |
| 20. Oktober 2013  | Seattle           | Vereinigte Staaten | KeyArena                          |
| 21. Oktober 2013  | Vancouver         | Kanada             | Rogers Arena                      |
| 23. Oktober 2013* | Edmonton          | Kanada             | Rexall Place                      |
| 24. Oktober 2013* | Saskatoon         | Kanada             | Credit Union Centre               |
| 26. Oktober 2013* | Winnipeg          | Kanada             | MTS Centre                        |
| 27. Oktober 2013* | Fargo             | Vereinigte Staaten | Fargodome                         |
| 2. November 2013* | Minneapolis       | Vereinigte Staaten | Target Center                     |
| 3. November 2013* | Milwaukee         | Vereinigte Staaten | BMO Harris Bradley Center         |
| 5. November 2013  | Chicago           | Vereinigte Staaten | United Center                     |
| 6. November 2013  | Auburn Hills      | Vereinigte Staaten | Palace of Auburn Hills            |
| 8. November 2013  | Des Moines        | Vereinigte Staaten | Wells Fargo Arena                 |
| 9. November 2013  | Lincoln           | Vereinigte Staaten | Pinnacle Bank Arena               |
| 11. November 2013 | St. Louis         | Vereinigte Staaten | Scottrade Center                  |
| 12. November 2013 | Kansas City       | Vereinigte Staaten | Sprint Center                     |
| 14. November 2013 | San Antonio       | Vereinigte Staaten | AT&T Center                       |
| 16. November 2013 | Dallas            | Vereinigte Staaten | American Airlines Center          |
| 17. November 2013 | North Little Rock | Vereinigte Staaten | Verizon Arena                     |
| 20. November 2013 | Rosemont          | Vereinigte Staaten | Allstate Arena                    |
| 21. November 2013 | Indianapolis      | Vereinigte Staaten | Bankers Life Fieldhouse           |
| 23. November 2013 | Cleveland         | Vereinigte Staaten | Quicken Loans Arena               |
| 24. November 2013 | Washington, D.C.  | Vereinigte Staaten | Verizon Center                    |
| 30. November 2013 | Toronto           | Kanada             | Air Canada Centre                 |
| 2. Dezember 2013  | Toronto           | Kanada             | Air Canada Centre                 |
| 3. Dezember 2013  | Montreal          | Kanada             | Bell Centre                       |
| 5. Dezember 2013  | Boston            | Vereinigte Staaten | TD Garden                         |
| 6. Dezember 2013  | Philadelphia      | Vereinigte Staaten | Wells Fargo Center                |
| 8. Dezember 2013  | Brooklyn          | Vereinigte Staaten | Barclays Center                   |
| 11. Dezember 2013 | Newark            | Vereinigte Staaten | Prudential Center                 |
| 13. Dezember 2013 | Birmingham        | Vereinigte Staaten | BJCC Arena                        |
| 14. Dezember 2013 | Atlanta           | Vereinigte Staaten | Philips Arena                     |
| 7. Januar 2014    | Minneapolis       | Vereinigte Staaten | Target Center                     |
| 9. Januar 2014    | Milwaukee         | Vereinigte Staaten | BMO Harris Bradley Center         |
| 11. Januar 2014   | Fargo             | Vereinigte Staaten | Fargodome                         |
| 14. Januar 2014   | Winnipeg          | Kanada             | MTS Centre                        |
| 15. Januar 2014   | Saskatoon         | Kanada             | Credit Union Centre               |
| 16. Januar 2014   | Edmonton          | Kanada             | Rexall Place                      |
| 19. Januar 2014   | Denver            | Vereinigte Staaten | Pepsi Center                      |
| 20. Januar 2014   | Salt Lake City    | Vereinigte Staaten | EnergySolutions Arena             |

- *Abgesagte und verschobene Konzerte: Die zweite Birmingham-Show am 22. April 2013 wurde wegen Krankheit abgesagt. Die mit * markierten Daten des zweiten Nordamerika-Teils wurden aufgrund von Krankheit in den Januar verschoben.

## Einnahmen
| Veranstaltungsort | Stadt       | Tickets verkauft / verfügbar | Einnahmen     |
| ----------------- | ----------- | ---------------------------- | ------------- |
| Staples Center    | Los Angeles | 15.562 / 15.562 (100 %)      | 1.140.275 USD |
| Amway Center      | Orlando     | 13.414 / 13.414 (100 %)      | 965.525 USD   |
| Philips Arena     | Atlanta     | 14.475 / 14.475 (100 %)      | 990.929 USD   |
| Bridgestone Arena | Nashville   | 14.742 / 14.742 (100 %)      | 1.014.329 USD |
| Mohegan Sun Arena | Uncasville  | 5.789 / 5.789 (100 %)        | 604.851 USD   |
| Total             | Total       | 63.982 / 63.982 (100 %)      | 4.715.909 USD |